# Montgolfière

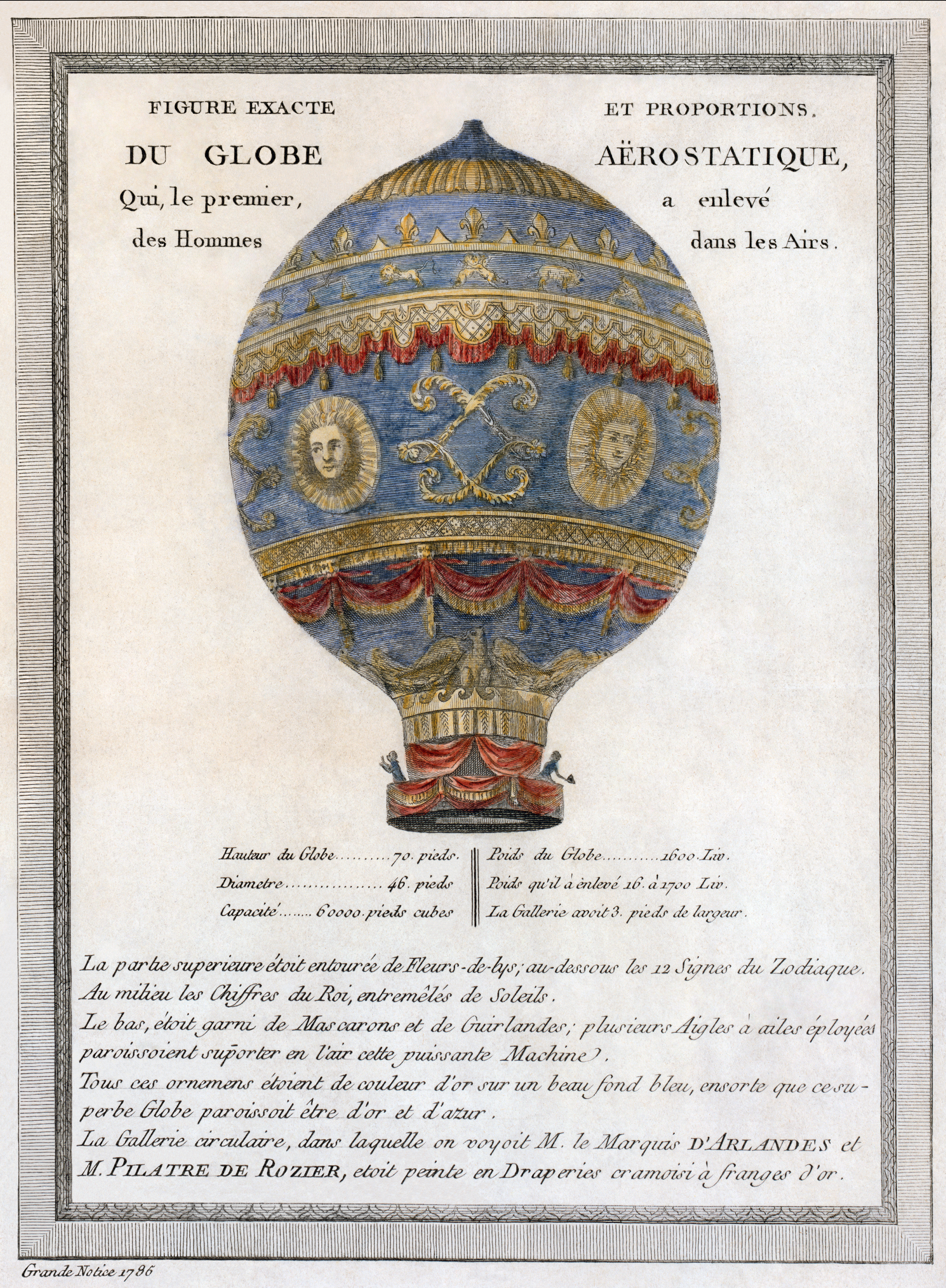
Technische Beschreibung der Montgolfière von 1786

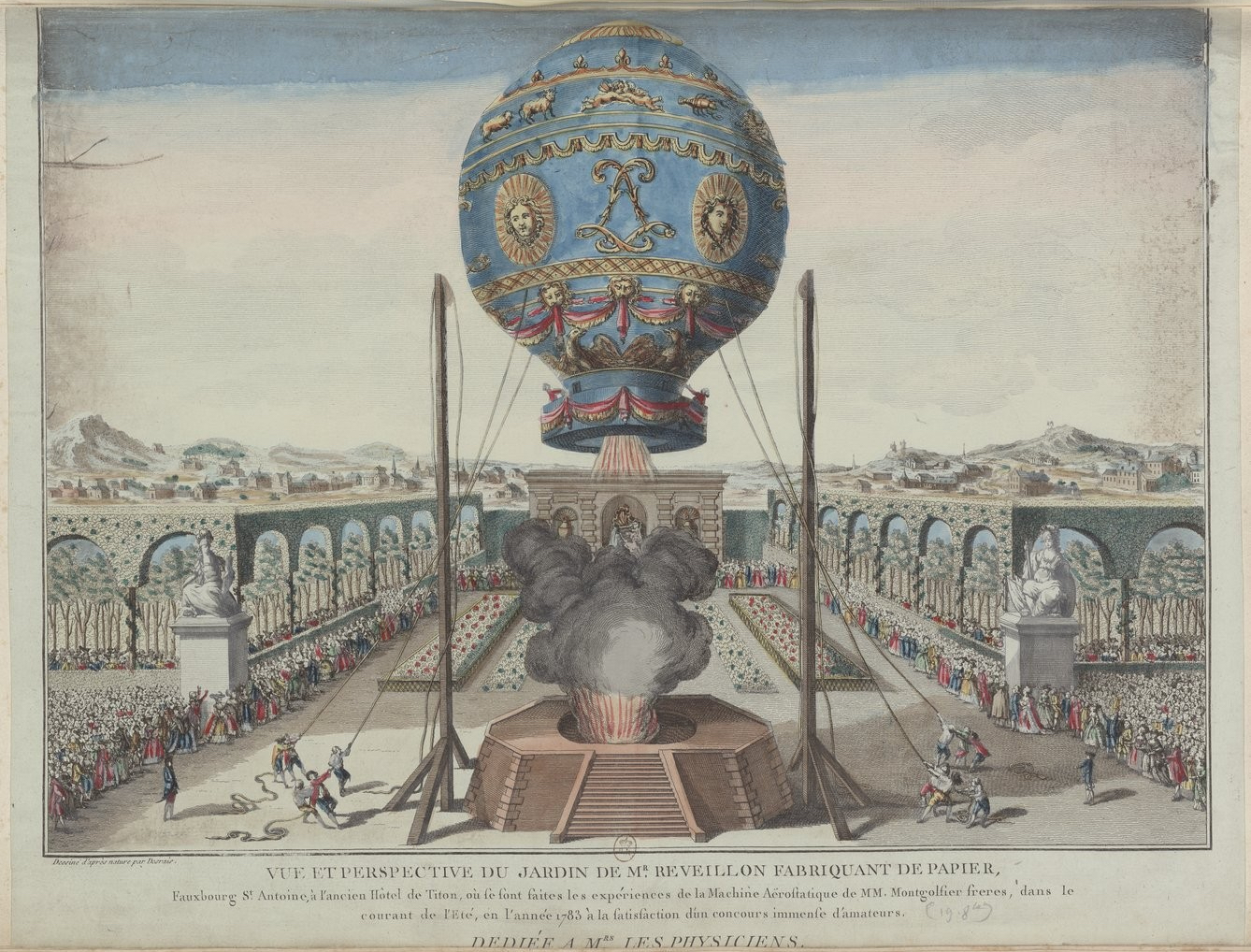
Darstellung eines bemannten gefesselten Aufstiegs in einer Montgolfière. Startplatz war am 19. Oktober 1783 der Garten der Papierfabrik Réveillon, Paris

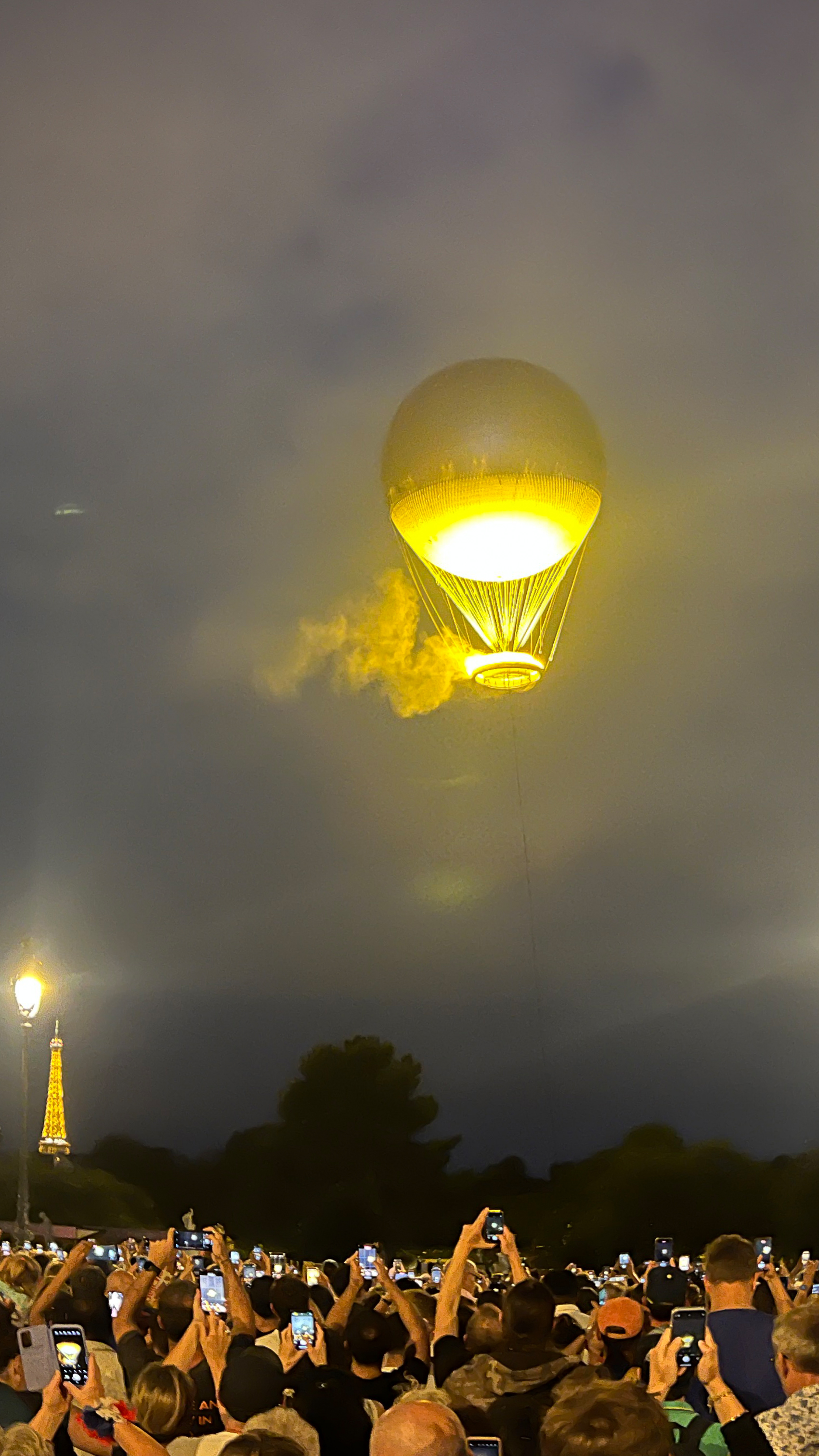
Das olympische Feuer 2024 im Jardin des Tuileries in einer Schale unter einem Gasballon zur Erinnerung an die Montgolfière

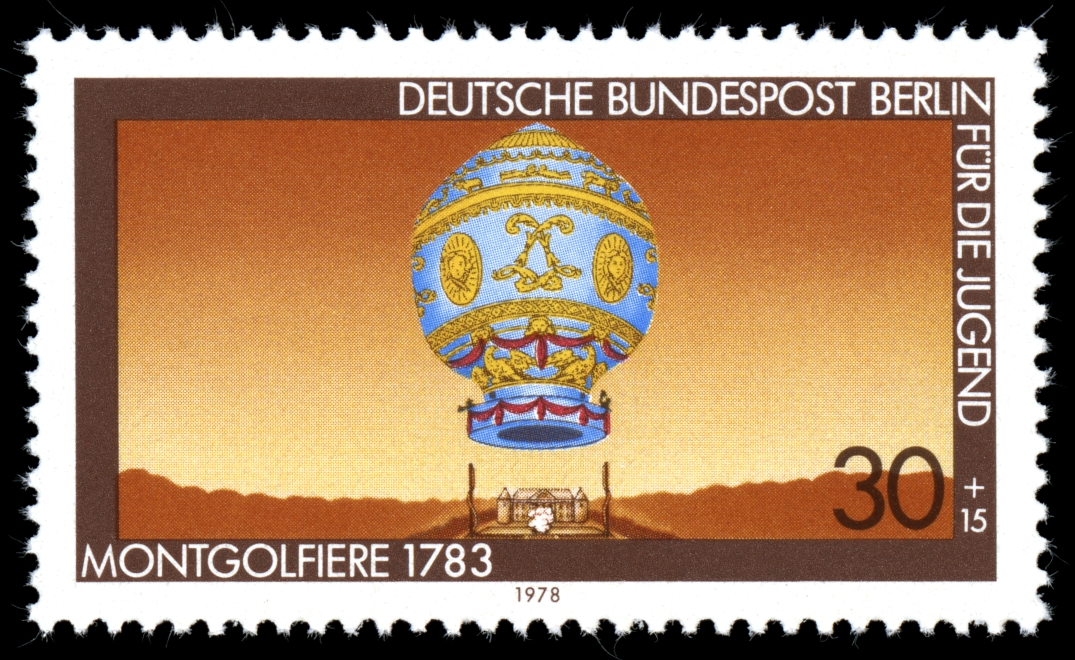
Briefmarke 1978

Montgolfière ist der Name des ersten Heißluftballons, benannt nach den französischen Erfindern Joseph Michel und Jacques Etienne Montgolfier. Im Deutschen wurden dafür die Wörter „Luftball“ und „Freiballon“ geprägt.

## Beschreibung und Wirkung
Die erste Montgolfière war ein kugelähnlicher Sack aus Leinen von 12 m Durchmesser. Das Innere war mit einer dünnen Papierschicht ausgekleidet und ein Netz aus Schnur, das die gesamte Hülle umspannte, hielt diese in Form. Am 4. Juni 1783 präsentierten die Brüder Montgolfier dieses Gebilde dem staunenden Publikum ihrer Heimatstadt Annonay. Nach dem Wissen der damaligen Zeit dachten die Brüder Montgolfier, dass der Rauch den Ballon schweben lasse. Strohballen und Wolle wurden verbrannt und der Rauch füllte planmäßig den Ballonsack, der sich in die Luft erhob. Nachdem die Halteseile gekappt worden waren, stieg der Ballon bis auf fast 2000 m Höhe und schwebte etwa 2 km weit, bevor er zu Boden sank.
Die Kunde der „aerostatischen Maschinen“ verbreitete sich schnell in ganz Frankreich. Nach dem ebenfalls erfolgreichen Aufstieg des ersten Gasballons (der „Globe“ von Jacques Alexandre Charles) war es nur eine Frage der Zeit, bis die erste Passagierfahrt stattfand. Am 19. September 1783 startete vom Schloss Versailles aus, vor den Augen von König Ludwig XVI. und Königin Marie-Antoinette, eine Montgolfière mit drei Passagieren: einem Hammel, einem Hahn und einer Ente. Die Fahrt dauerte zwölf Minuten und bewies: Das Überleben von Luftreisen ist möglich. Am 15. Oktober 1783 erfolgte dann bei einem weiteren Versuch ein bemannter gefesselter Aufstieg. Am 21. November 1783 starteten im Garten des Schlosses La Muette bei Paris Jean-François Pilâtre de Rozier und der Gardeoffizier François d’Arlandes zur ersten freien Ballonfahrt der Menschheitsgeschichte.
In Erinnerung an die Montgolfière wurde während der Eröffnungsfeier der Olympischen Sommerspiele 2024 in Paris in den Tuilerien ein goldener Gasballon (Charlière) mit dem Olympischen Feuer entzündet, der anschließend in die Luft stieg. Tatsächlich handelte es sich hierbei jedoch nur um eine Illusion, da das vermeintliche Feuer unter dem Ballon in Wirklichkeit nur LED-bestrahlter Wasserdampf war.